# Slayed?
Slayed? este al treilea album de studio al trupei Britanice de rock, Slade. A fost lansat pe 1 noiembrie 1972 și a atins locul 1 în topurile britanice. 

## Tracklist
1. "How D'You Ride?" (Holder/Lea) (3:12)
2. "The Whole World's Goin' Crazee" (Holder) (3:37)
3. "Look at Last Night" (Holder/Lea) (3:06)
4. "I Won't Let It 'Appen Agen" (Lea) (3:17)
5. "Move Over" (Janis Joplin) (3:45)
6. "Gudbuy T'Jane" (Holder/Lea) (3:34)
7. "Gudbuy Gudbuy" (Holder/Lea) (3:30)
8. "Mama Weer All Crazee Now" (Holder/Lea) (3:44)
9. "I Don't Mind" (Holder/Lea) (3:06)
10. "Let The Good Times Roll/Feel So Fine" (Leonard Lee) (3:45)

## Single-uri
- "Mama Weer All Crazee Now"/"Man Who Speeks Evil" (1972)
- "Gudbuy T'Jane" (1972)

## Evoluția în clasamente
| An   | Clasamentul       | Poziție |
| ---- | ----------------- | ------- |
| 1973 | UK Albums Chart   | 1       |
| 1973 | Kent Music Report | 1       |

## Componență
- Noddy Holder - voce, chitară ritmică
- Dave Hill - chitară
- Jim Lea - chitară bas/pian
- Don Powell - baterie